# Sapiãos
Sapiãos is een plaats (freguesia) in de Portugese gemeente Boticas en telt 526 inwoners (2001).